# 9615 Гемерейкс
9615 Гемерейкс (9615 Hemerijckx) — астероїд головного поясу, відкритий 23 січня 1993 року.
Тіссеранів параметр щодо Юпітера — 3,619.